# 레이스 뜨는 여인
《레이스 뜨는 여인》은 네덜란드의 화가 요하네스 페르메이르 (1632-1675)의 그림이다. 1669년에서 1670년 사이에 완성된 작품으로 현재 프랑스 파리의 루브르 박물관에 소장되어 있다. 노란색 숄을 입은 여인이 레이스를 뜨다 왼손에 두 짝의 실타래를 가지고 조심스레 바늘을 꽂는 모습을 그렸다. 이 작품의 크기는 24.5 cm x 21 cm로 페르메이르가 남긴 작품 중 가장 작지만 여러 가지 측면에서 가장 추상적이면서도 독특한 작품으로 알려져 있다. 그림이 그려진 캔버스의 천은 《버지널 앞에 앉아 있는 여인》에서 쓴 캔버스와 똑같은 것으로, 두 작품의 크기가 본래는 동일했다는 설도 있다.

## 상세
그림 속 여인은 빈 벽을 배경으로 삼고 있는데, 이는 페르메이르가 인물 밖에 시선을 방해하는 것을 차단하고 중앙의 상에 집중하게 만들고자 했던 의도로 보인다. 《천문학자》 (1668년)나 《지리학자》 (1669년) 같은 작품과 마찬가지로, 페르메이르는 이 작품을 작업하기 전 철저한 사전조사를 하였던 것으로 보인다. 특히 레이스를 뜨는 모습이 상세하면서도 정확하게 묘사되어 있다. 페르메이르는 작품 구성 과정에서 카메라 옵스큐라를 사용한 것으로 보이며, 전경을 흐릿하게 묘사하는 등 사진에서 주로 쓰이는 광학 효과들을 찾아볼 수 있다. 뿐만 아니라 페르메이르는 캔버스 전체를 아웃포커스 형식으로 표현함으로서, 당대 네덜란드의 바로크 회화에서는 거의 찾아보기 힘들었던 피사계 심도를 도입하였음을 알 수 있다.
《레이스 뜨는 여인》에서 페르메이르는 여성의 얼굴과 신체, 레이스의 무늬 등으로 구성된 다양한 요소들을 추상적인 기법으로 전달하고 있다. 여인의 손, 곱슬곱슬한 머리카락, 눈과 코가 이루는 'T'자 형태 등에서 찾아볼 수 있는 추상적 기법은 페르메이르가 살았던 시대에는 보기 드문 방식이었다. 뿐만 아니라, 화면 왼쪽의 바느질 베개에서는 붉은색과 흰색 실이 삐져나와 있는데 마치 액체가 흘러내리는 듯한 모습을 취하고 있다. 흐릿하게 표현되어 있는 이 두 실은 여인이 작업중인 레이스가 뚜렷하게 표현된 것과는 큰 대조를 이룬다.
페르메이르의 작품은 이보다 앞선 1662년 네덜란드의 화가 카스파르 네츠허르가 그렸던 똑같은 이름의 작품과 함께 비교하기도 한다. 하지만 두 작품은 그 분위기부터가 매우 다르다. 네츠허르의 작품에서는 저 한편에는 신발 두 짝이, 소녀의 발 부근에는 홍합 껍질이 놓여 있는데 여기에는 성적인 의미를 담고 있다. 또 네츠허르의 작품에서 따로 놓여 있는 신발은 소녀의 것으로는 보이지 않기에, 다시금 성적인 뉘앙스가 숨겨진 것으로 비춰진다.
역사학자 로렌스 고잉은 다음과 같은 말을 남겼다.
"페르메이르의 성취도는 완성됐다. 여기서 더 이상 나아갈 겨를도 없을 뿐더러, 이보다 더 보편적인 양식도 찾아볼 수 없다. 페르메이르가 살던 시대 특유의 보물들이 전해주는 풍요로움을 우리는 비로소 알게 되었다. 귀중한 광맥 속에 잠들었던 그 풍요로움이 깨어나 빛날 준비가 된 것이다. 《레이스 뜨는 여인》은 하나밖에 없는 그 자체이며 다른 걸 상상할 수 없다. 완벽하게 단 하나로 정의된 것이다.

## 같이 보기
- 요하네스 페르메이르의 그림 목록

## 참고 문헌
- Bonafoux, Pascal. Vermeer. New York: Konecky & Konecky, 1992. ISBN 1-56852-308-4
- Gowing, Lawrence. Vermeer. University of California Press, 1950.
- Huerta, Robert D. Giants of Delft. Bucknell University Press, 2003. ISBN 0-8387-5538-0
- Huerta, Robert D. Vermeer and Plato: Painting the Ideal. Bucknell University Press, 2005. ISBN 0-8387-5606-9
- Wheelock, Arthur K. Vermeer: The Complete Works. New York: Harry N. Abrams, 1997. ISBN 0-8109-2751-9